# Oxytropis trichosphaera
Oxytropis trichosphaera är en ärtväxtart som beskrevs av Josef Franz Freyn. Oxytropis trichosphaera ingår i släktet klovedlar, och familjen ärtväxter. Inga underarter finns listade i Catalogue of Life.